# Suntan
Suntan è un film del 2016 diretto da Argyris Papadimitropoulos.

## Trama
Kostis è un dottore di mezza età, scapolo e senza famiglia, che si trasferisce su un’isoletta dell’Egeo. Qui trascorre un inverno lungo e solitario, ma con l’arrivo dell’estate l’isola viene invasa da giovani turisti in cerca di divertimento. Rapito dall’edonismo che lo circonda, Kostis si innamora della bellissima Anna, lasciandosi trascinare in un vortice di feste, alcol e sesso. Ossessionato dall’oggetto del suo desiderio, dovrà a fare i conti con la maturità alle porte e la giovinezza, mai pienamente vissuta, che reclama ciò che non gli è stato concesso fino ad allora.

## Produzione
«Ho girato Suntan, il mio film più personale, sull’isoletta di Antiparos durante l’estate, un momento in cui straripa di festaioli. Fare le riprese in un posto come quello, durante il periodo più caotico dell’anno, potrebbe sembrare una missione impossibile, ma per me è stata una scelta ovvia. Vado ad Antiparos da quando avevo quindici anni, come qualsiasi adolescente in preda agli ormoni, e tuttora continuo ad andarci, sebbene mi avvicini pericolosamente all’età di Kostis, il protagonista». Argyris Papadimitropoulos

## Distribuzione
La première del film ha avuto luogo il 2 Febbraio 2016 presso l'International Film Festival Rotterdam.
In Grecia, il film è uscito il 31 Marzo 2016.
In Italia, il film è stato presentato alla trentaquattresima edizione del Torino Film Festival (2016), nella sezione Festa Mobile (dove è stato programmato la prima volta il 19 Novembre); il 13 luglio 2023 ha ricevuto una distribuzione limitata.

## Accoglienza
Rotten Tomatoes, aggregatore di recensioni, riporta che il 75% dei 24 critici intervistati ha dato al film una recensione positiva; la valutazione media è 6.5/10. Metacritic lo ha valutato 59/100 sulla base di nove recensioni.
Scrivendo per Variety, Jay Weissberg lo ha descritto come "una rappresentazione risoluta della discesa di un uomo in un imbarazzante vortice di desiderio, abbinato a una spettacolare mancanza di consapevolezza di sé". Neil Young di The Hollywood Reporter ha scritto che "si crogiola nel peggio della natura umana con poca ricompensa", diventando meno plausibile e sempre più difficile trovare un personaggio simpatico man mano che la crisi di mezza età di Kostis peggiora. Su Screen Daily, Wendy Ide ha scritto: "Un ammonimento abilmente gestito, c'è un orrore compulsivo e strisciante in questo ritratto di un uomo che perde tutto il rispetto di sé". Nel paragonare il film a La morte a Venezia, Peter Bradshaw di The Guardian lo ha valutato con 4 stelle su 5, e lo ha definito "un film meravigliosamente diretto e silenziosamente devastante su un EasyJet Gustav von Aschenbach che si imbarazza innamorandosi di una bellezza più giovane". Glenn Kenny di The New York Times lo ha selezionato come "Scelta della critica del NYT" e ha scritto che "cattura una serie di sentimenti specifici: l'euforia e l'imbarazzo di cadere, seguiti dalla disperata negazione di essere atterrati in un posto molto brutto ". Gary Goldstein del Los Angeles Times ha scritto: "Seguire un antieroe patetico e autodistruttivo che manca di valori redentori o di crescita emotiva si rivela un viaggio completamente insoddisfacente nel triste Suntan di importazione greca".

## Riconoscimenti
- Edinburgh International Film Festival 2016: Best International Feature Film
- Odesa International Film Festival 2016: Special Jury Mention, Golden Duke for Best Acting
- Hellenic Film Academy Awards 2017: Best Film, Best Director, Best Screenplay, Best Actor (Makis Papadimitriou), Best Supporting Actress (Elli Tringou), Best Cinematography